# Antoni Juan i Alemany
Antoni Juan i Alemany (Mallorca, ca 1853 - Maó, 28 de desembre de 1933). Fou un mestre, impulsor de la renovació pedagògica i introductor de les colònies escolars a Menorca.
Va ser mestre de la segona escola pública de nins de Maó durant quaranta anys i un punt de referència per als mestres del seu temps. Director de la primera colònia escolar a Menorca l'any 1909, promoguda per ell mateix i per l'Ajuntament de Maó. Tengué un paper rellevant en la renovació pedagògica a Menorca. Alemany introduí en la pràctica educativa els passejos escolars i ben aviat s'adherí, amb Mateu Fontirroig i Jordà, un altre mestre mallorquí, a les primeres manifestacions de l'escoltisme a Menorca. El 1914 era vicepresident del Comitè Local dels Exploradors d'Espanya. Es dedicà en especial als ensenyaments marítims en un intent de connectar l'educació amb la realitat de l'entorn social i geogràfic.
La seva docència, centrada en l'activitat, es fonamentava en la capacitat d'observació i la creativitat dels alumnes. Com a president de l'Associació de Mestres de Menorca, l'any 1903 organitzà una trobada dels mestres menorquins amb la finalitat d'intercanviar experiències i potenciar aspectes de la pràctica educativa, com, per exemple, l'ensenyament globalitzat, actiu i significatiu i la necessitat d'una educació integral.
La primera colònia escolar menorquina es dugué a terme l'estiu de 1909 a paratges propers al Port d'Addaia, en el lloc de les Fontanelles, sota la direcció del mestre Antoni Juan i Alemany i l'ajudantia del mestre Joan Socias i Bennàsar —el primer, mestre de la segona escola municipal de Maó i el segon, de l'escola de la població veïna de Sant Climent. Les colònies dirigides per Antoni Juan i Alemany perduraren fins als anys 1923 o 1924, quan el mestre es jubilà.